# جوهانس هانسن (نحات)
جوهانس هانسن (بالدنماركية: Johannes Hansen)‏ هو نحات دنماركي، ولد في 22 أكتوبر 1903 في كوبنهاغن في الدنمارك، وتوفي في 2 أغسطس 1995.